# Jiří Besser
Jiří Besser (ur. 4 sierpnia 1957 w Berounie) – czeski polityk, stomatolog i samorządowiec, parlamentarzysta, w latach 2010–2011 minister kultury.

## Życiorys
W 1981 ukończył studia w zakresie stomatologii na Uniwersytecie Karola w Pradze, w dziedzinie tej uzyskał kolejne specjalizacje I i II stopnia. W latach 80. praktykował w zawodzie w Berounie, pełnił funkcję rejonowego lekarza dentysty. W 1989 został członkiem Komunistycznej Partii Czechosłowacji, jak sam wskazywał, miało mu to umożliwić dopuszczenie do specjalizacji zawodowej II stopnia. W połowie lat 90. zajął się prowadzeniem własnej działalności gospodarczej. Był prezesem klubu hokejowego Berounští Medvědi, później objął w nim funkcję wiceprezesa.
W 1994 wybrany na radnego swojej rodzinnej miejscowości, a następnie powołany na jej burmistrza. Stanowisko to zajmował do 2010. W 2004 bez powodzenia kandydował do Senatu. W 2010 z listy ugrupowania TOP 09 uzyskał mandat deputowanego do Izby Poselskiej, który sprawował do 2013. Związał się z partią Burmistrzowie i Niezależni, w której pełnił funkcję wiceprzewodniczącego.
Od lipca 2010 do grudnia 2011 sprawował urząd ministra kultury w rządzie Petra Nečasa.